# Green Day At The Berkeley Square, KALX Radio
Green Day At The Berkeley Square (Green Day en la Plaza Berkeley en español) es una grabación del programa de radio Berkeley Square transmitido por KALX Radio en la cual tocó Green Day el 22 de julio de 1989.
En esa grabación se encuentran versiones antiguas de muchas canciones de Green Day como Going To Pasalacqua, At The Library, I Wanna Be Alone, e.t.c; y tres canciones inéditas.
Esta grabación ha salido como un bootleg en varias ocasiones.

## Lista de temas
La lista de temas de esta cinta está compuesta mayormente por temas de los primeros álbumes de Green Day, también se incluye un cover de Operation Ivy "Knowledge" y 3 canciones inéditas como ya se había mencionado antes. World V.S. World es el nombre que se piensa que es de una de las canciones inéditas, la canción también fue tocada en un concierto de 1989 de Green Day en Gilman Street (El Último Concierto De Operation Ivy). Esta canción fue la que tocó Billie Joe Armstrong el vocalista de la banda a los 16 años en un concurso de talentos de su escuela.
1. Intro
2. Sweet Children
3. I Want To Be Alone
4. Going To Pasalacqua
5. The One I Want
6. 16
7. Knowledge
8. Don't Leave Me
9. I Was There
10. Unknow Song 1
11. 1,000 Hours
12. Green Day
13. At The Library
14. Disappearing Boy
15. Unknow Song 2
16. World V.S. World
17. Dry Ice
18. Interview

- Datos: Q5885189